# Balta luteicosta
Balta luteicosta är en kackerlacksart som beskrevs av Morgan Hebard 1943. Balta luteicosta ingår i släktet Balta och familjen småkackerlackor. Inga underarter finns listade.